# Tylophora barbata
Tylophora barbata är en oleanderväxtart som beskrevs av Robert Brown. Tylophora barbata ingår i släktet Tylophora och familjen oleanderväxter. Inga underarter finns listade i Catalogue of Life.